# Staat binnen een staat

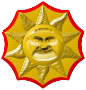
De zonne-insigne van de Venezolaanse generaals waarnaar het Cartel de los Soles vernoemd is

Een staat binnen een staat of een diepe staat (Engels: deep state) verwijst naar een politieke situatie in een land waarin een bepaalde organisatie, zoals de krijgsmacht, geheime diensten, politie of agentschappen, niet onderhevig zijn aan de controle van de civiele politieke leiding.
Deze term wordt soms gebruikt voor (vermeende) samenzweringen, maar ook voor niet-verkozen overheidsmedewerkers die belangen nastreven die afwijken van het beleid van de verkozen politici. Mogelijke redenen hiervoor zijn baanzekerheid, het vergroten van de eigen macht of het najagen van ideologische doelen.
De term staat binnen een staat is afgeleid van het Griekse κράτος εν κράτει (kratos en kratei).
Ook wordt met een staat binnen een staat soms gerefereerd aan staatsbedrijven die formeel deel uitmaken van de overheid, maar de facto opereren als private bedrijven. Andersom worden soms ook private bedrijven bedoeld die de facto opereren als staat binnen een staat.
Het debat omtrent de scheiding van kerk en staat was deels gestoeld op het standpunt dat wanneer kerkelijke instituties ongecontroleerd konden opereren, dit een staat binnen een staat kon vormen met een onrechtmatig overwicht op de macht van verkozen politici.

## Vermeende staten binnen een staat
- Italië: Propaganda Due[2]
- Libanon: Hezbollah
- Pakistan: Directorate for Inter-Services Intelligence[3]
- Rusland: Tsjetsjenië[4]
- Sovjet-Unie: KGB
- Venezuela: Cártel de los Soles
- Verenigd Koninkrijk: Civil Service/Her Majesty's Home Civil Service[5]